# Xysticus benefactor
Xysticus benefactor là một loài nhện trong họ Thomisidae.
Loài này thuộc chi Xysticus. Xysticus benefactor được Eugen von Keyserling miêu tả năm 1880.